# Casas marcadas
«Casas marcadas» es una canción compuesta por el músico argentino Luis Alberto Spinetta, que cierra el álbum Kamikaze de 1982, álbum ubicado en la posición nº 24 de la lista de los 100 mejores discos del rock argentino por la revista Rolling Stone.
En el álbum Kamikaze, el tema es cantado por Spinetta acompañado por Diego Rapoport en teclados.

## La canción
"Casas marcadas" es el decimoprimer track (quinto del Lado B del disco de vinilo original), último del álbum Kamikaze. Es cantado por Spinetta acompañado por Diego Rapoport en teclados. La expresión «casas marcadas» vuelve a aparecer al año siguiente en el tema "Vas a iluminar la casa", que integra el álbum Bajo Belgrano, interpretado por Spinetta Jade.
Es el más largo del álbum con 5:52, y cuenta con expresiones líricas de impacto: 

Deja que la luz te brille
que brille toda tu vida.

El tema y el álbum terminan con ruidos electrónicos que tapan el canto y la música, y medios de comunicación mal sintonizados, marcando el contraste con un álbum acústico y bucólico.